# Список ботанічних ілюстраторок
Це абетковий список відомих ботанічних ілюстраторок та художниць, що спеціалізуються на ботаніці.

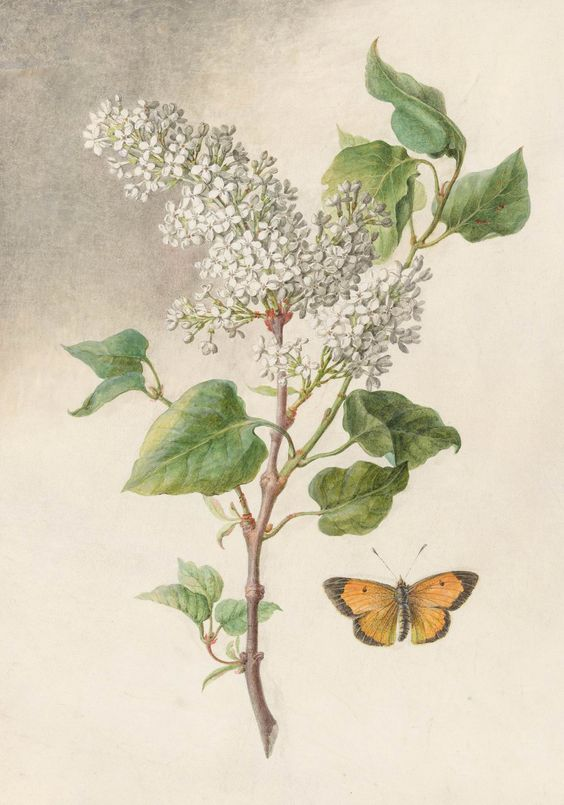
Іллюстрація Франсуази Басспорт, Бузок звичайний, олівець та акварель на пергаменті, Нью-Йорк, Морганівська бібліотека і музей.

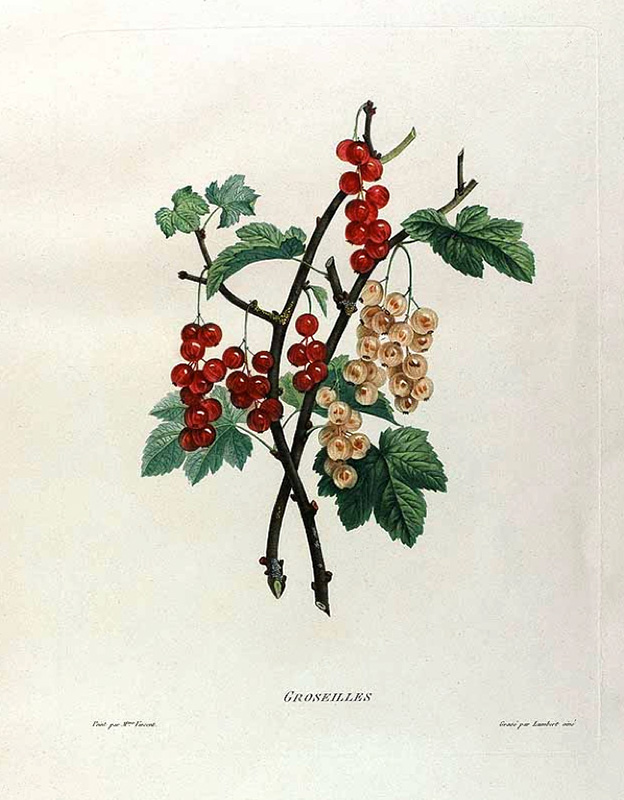
Ribes rubrum (1820), гравюра за картиною Анрієтт Вінсент.

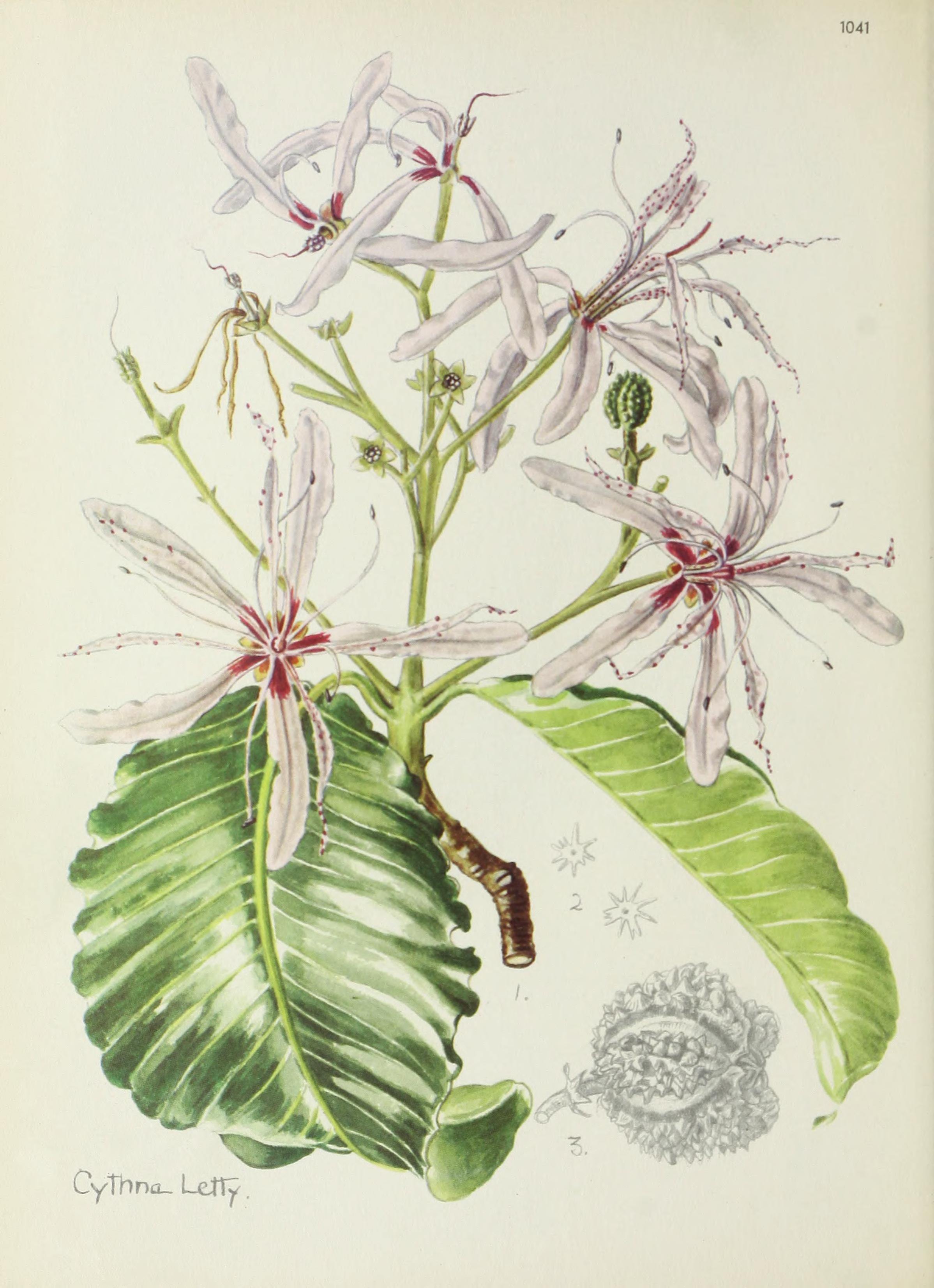
Calodendrum capense (L.f.) Thunb., іллюстрація Ситни Летті.

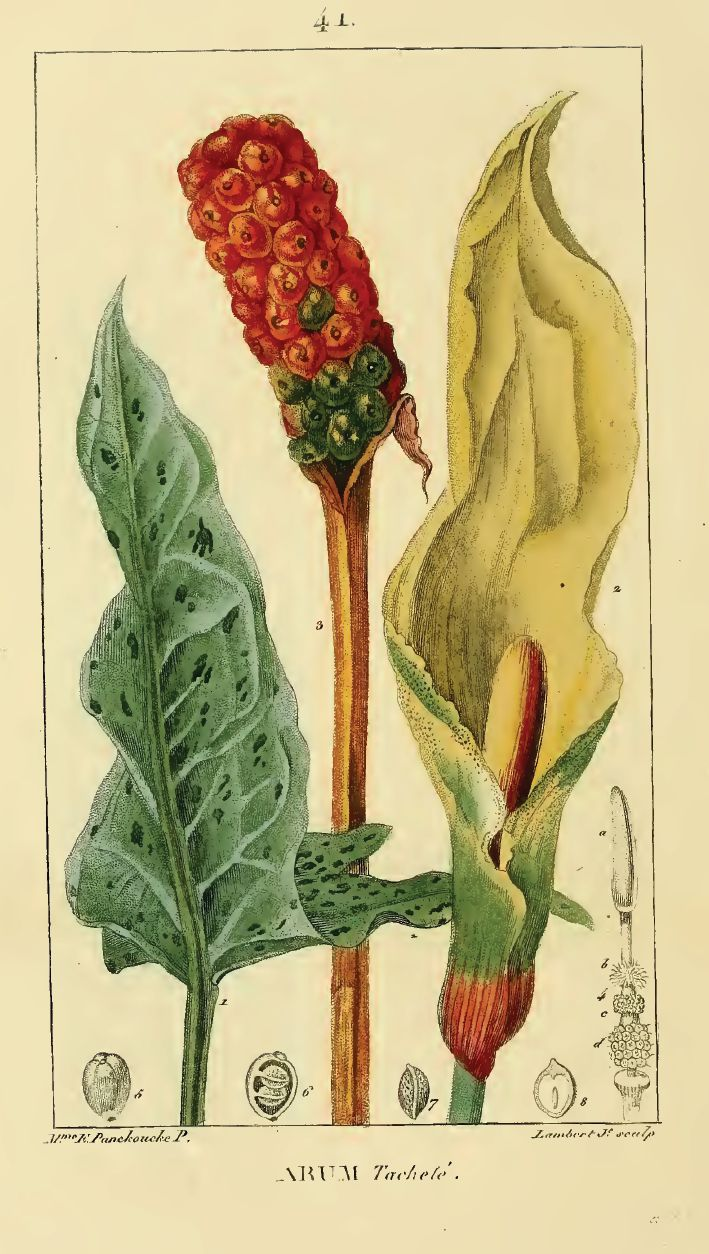
Arum maculatum, іллюстрація Ернестін Панкук.

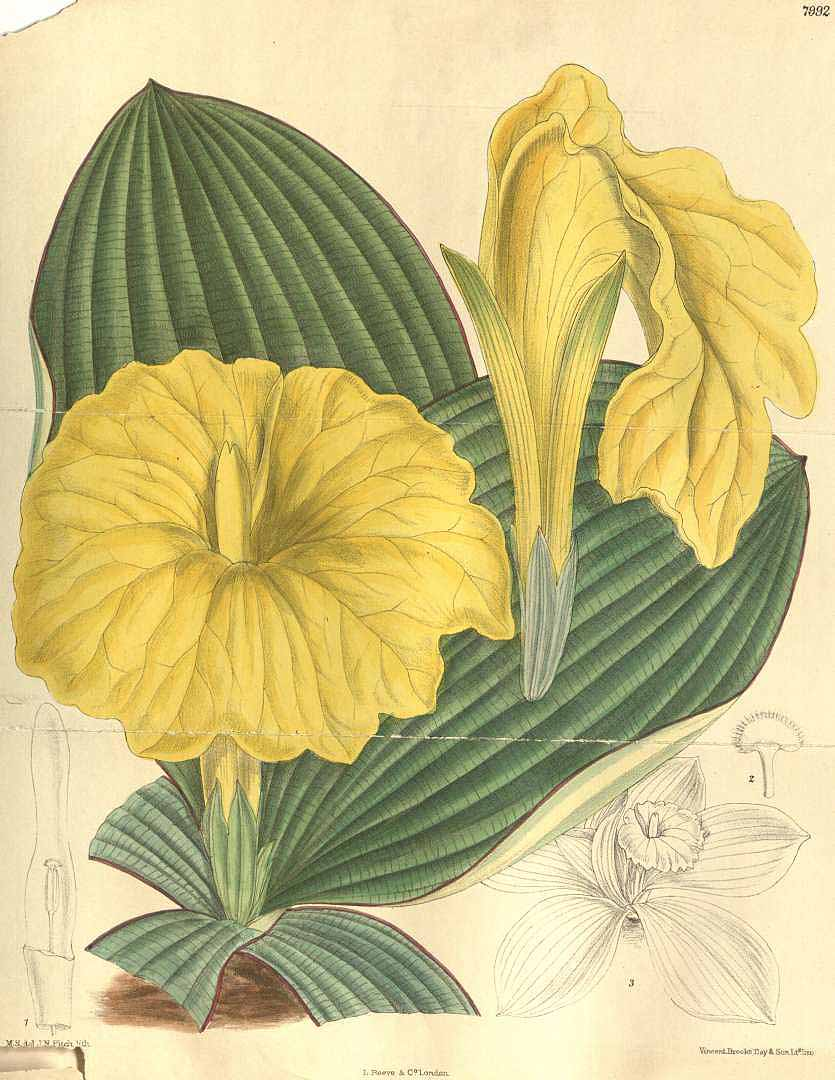
Costus spectabilis, іллюстрація Матильди Сміт.

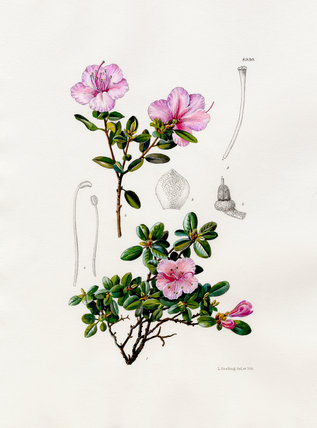
Рододендрон Ледебура, іллюстрація Ліліан Снеллінг.

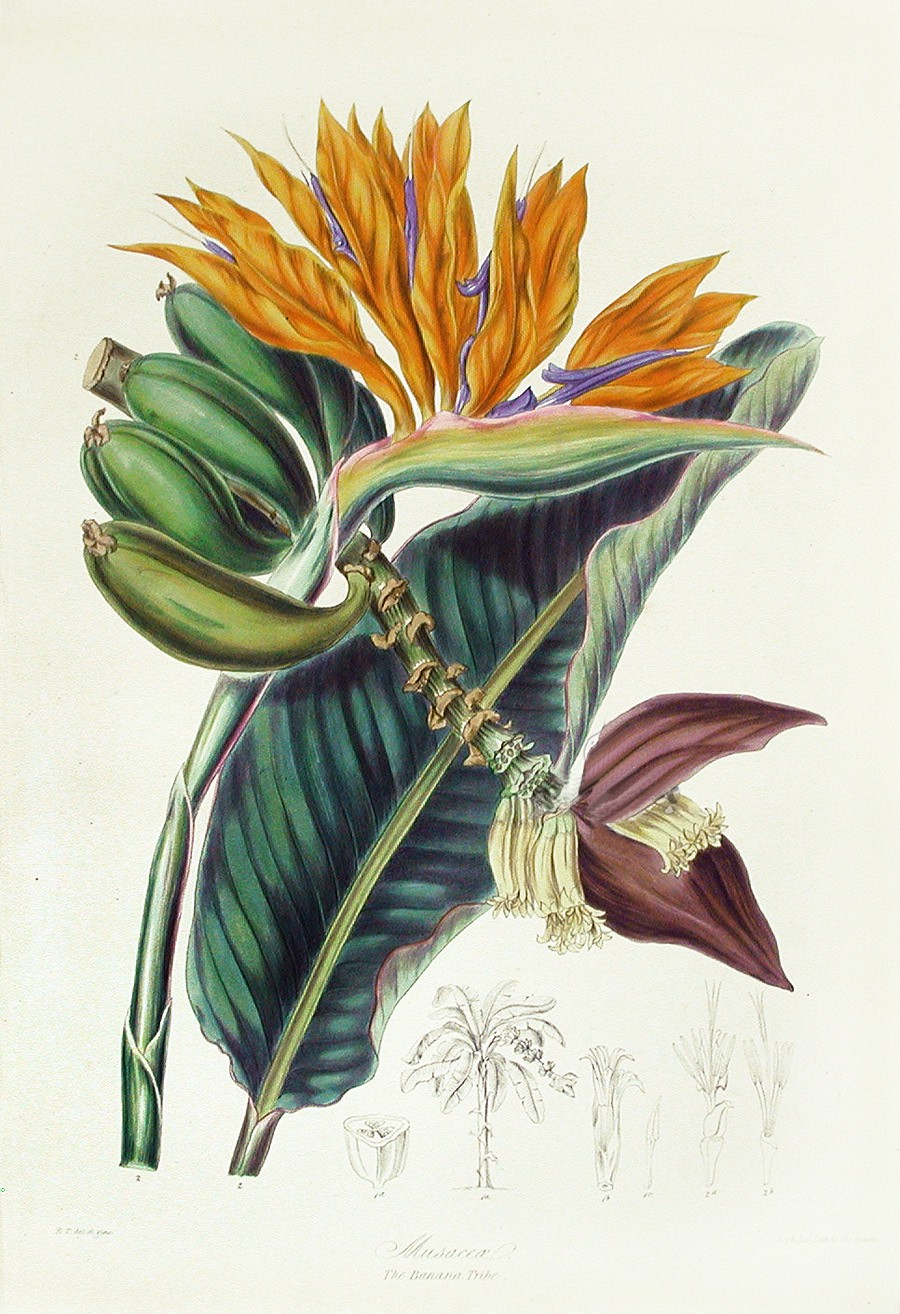
Банан, іллюстрація Елізабет Твайнінг.

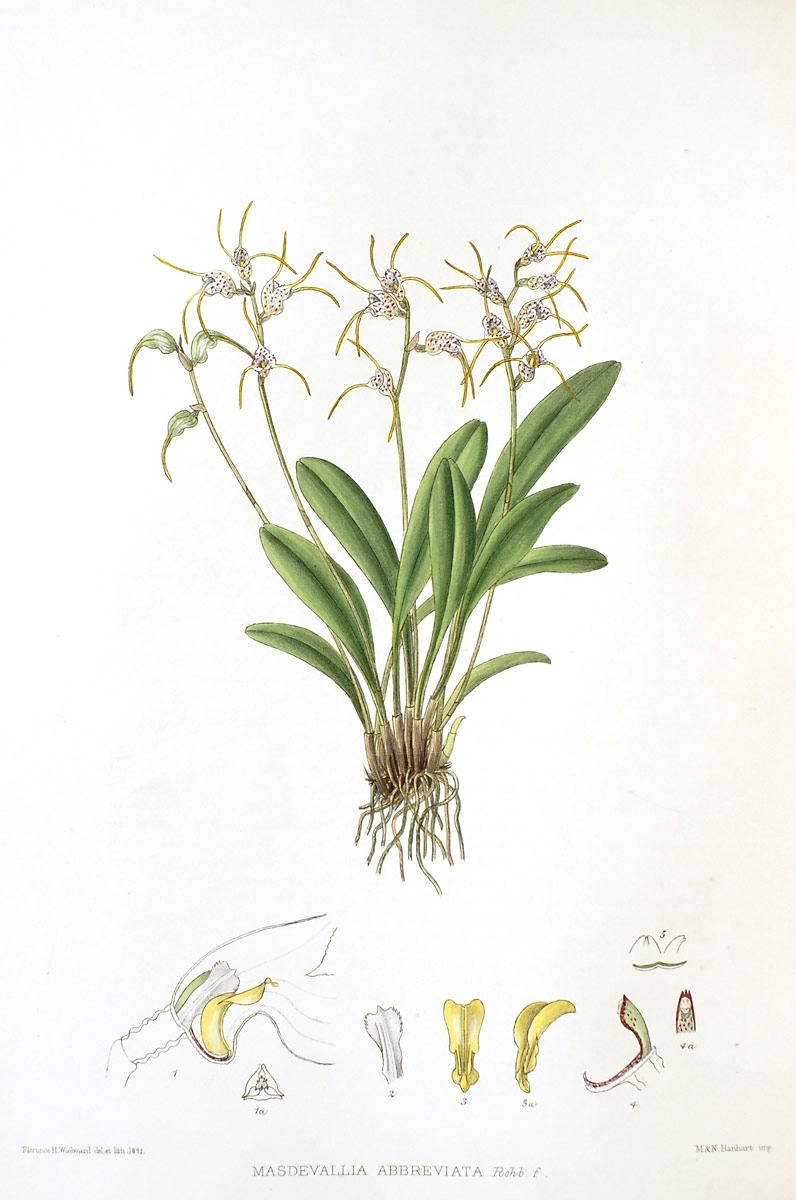
Masdevallia abbreviata, іллюстрація Флоренс Вулворд.

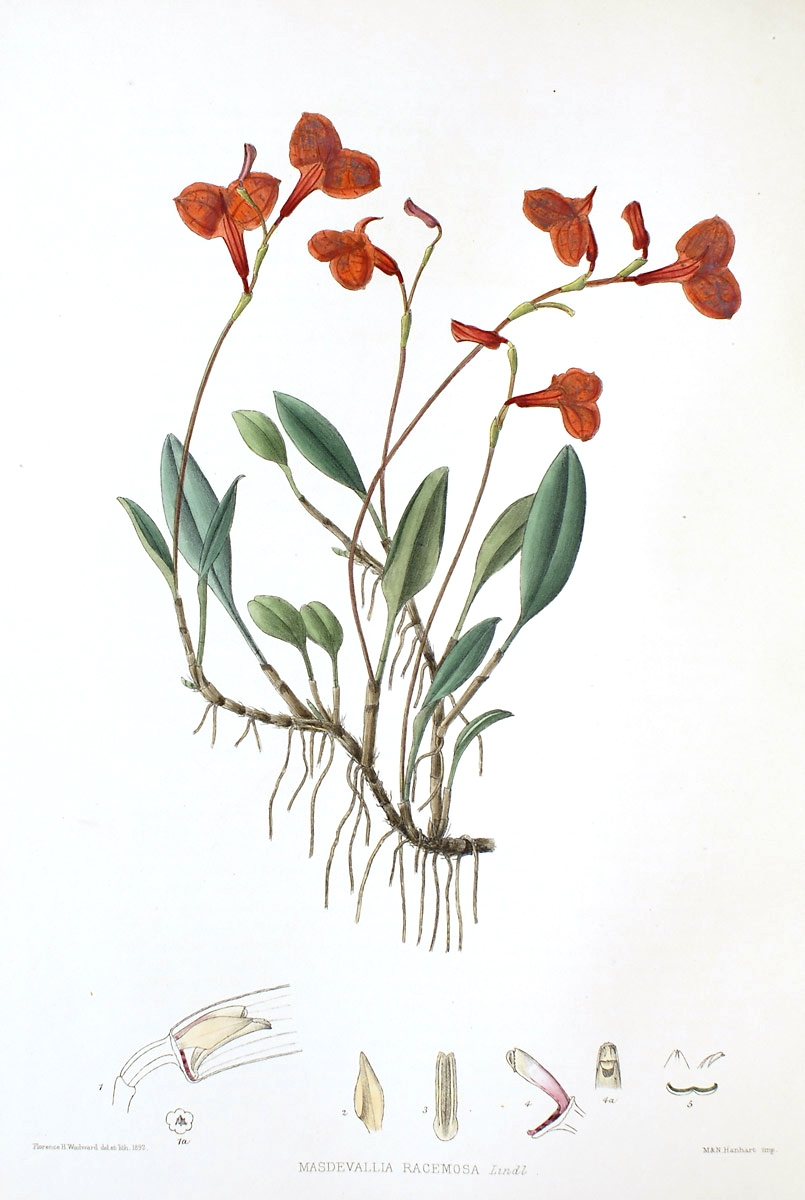
Masdevallia racemosa, іллюстрація Флоренс Вулворд.

## А
- Ненсі Адамс (англ. Nancy Adams; 1926—2007) — новозеландська ботанічна ілюстраторка, колекціонерка рослин і кураторка музею.
- Алісія Амгерст (англ. Alicia Amherst; 1865—1941) — британська жінка-ботанік, садівниця, колекціонерка рослин, ботанічна ілюстраторка, письменниця. Авторка першої наукової книги з історії англійського садівництва.

## Б
- Мері Елізабет Барбер (англ. Mary Elizabeth Barber; 1818—1899) — англійська ботанік, ентомолог та орнітолог.
- Вінсом Фанні Баркер (англ. Winsome Fanny Barker; 1907—1994) — південноафриканська жінка-ботанік, ботанічна ілюстраторка.
- Енн Генслоу Барнард (англ. Anne Henslow Barnard; 1833—1899) — художниця, ілюстраторка ботанічних видань.
- Франсуаза Басспорт (фр. Françoise Basseporte; 1701—1780) — французька художниця, ботанічна ілюстраторка.
- Присцилла Сьюзен Бері (англ. Priscilla Susan Bury; 1799—1872) — британська ботанічна ілюстраторка.
- Елізабет Блеквел (англ. Elizabeth Blackwell; 1699—1758) — шотландська художниця, ботанічна ілюстраторка, авторка книги «A Curious Herbal» («Цікаві Трави»).
- Агнес Блок (нід. Agnes (Agneta) Block, 1629—1704) — нідерландська меннонітка, колекціонерка, садівниця, ботанічна ілюстраторка.
- Луїза Болус (англ. Louisa Bolus; 1877—1970) — південноафриканська жінка-ботанік, систематикиня, ботанічна та наукова ілюстраторка, ботанічна колекціонерка, кураторка Гербарію Болуса з 1903 року.

## В
- Анрієтт Вінсент (фр. Henriette Vincent; 1786—1834) — французька художниця, ботанічна ілюстраторка.
- Флоренс Вулворд (англ. Florence Woolward; 1854—1936) — англійська ботанічна ілюстраторка.

## Г
- Джованна Гарцоні (італ. Giovanna Garzoni; 1600—1670) — італійська художниця доби бароко, відома своїми натюрмортами.
- Луїза Гатрі (англ. Louise Guthrie; 1879—1966) — південноафриканська вчена-ботанік та ботанічна ілюстраторка.
- Еллен Гатчинс (англ. Ellen Hutchins; 1785—1815) — одна з перших ірландських жінок-ботаніків, ботанічна ілюстраторка.
- Маргарет Гетті (англ. Margaret Gatty; 1809—1873) — англійська дитяча письменниця та автор публікацій з морської біології, ботанічна ілюстраторка.
- Орра Вайт Гічкок (англ. Orra White Hitchcock; 1796—1863) — американська художниця, ботанічна та наукова ілюстраторка.
- Еллафі Ворд-Гілгорст[en] (англ. Ellaphie Ward-Hilhorst; 1920—1994) — південноафриканська ботанічна ілюстраторка.

## Ґ
- Жозефіна Генрієтта Ґерлах (нім. Josephine Henriette Gerlach; 1772—1809) — німецька ботанічна ілюстраторка.

## Д
- Мері Енн Джексон (англ. Mary Ann Jackson; 1819—1915) — англійська ботанічна ілюстраторка.
- Барбара Джепе[en] (англ. Barbara Jeppe; 1921—1999) — південноафриканська ботанічна ілюстраторка.
- Катаріна Гелена Доррієн (нім. Catharina Helena Dörrien; 1717—1795) — німецька жінка-ботанік, ботанічна ілюстраторка, визнана «найвідомішою німецькомовною жінкою-натуралісткою того періоду»[1][2].

## Е
- Барбара Еверард[en] (англ. Barbara Everard; 1910—1990) — англійська ботанічна ілюстраторка.

## К
- Марта Кінг (англ. Martha King; 1803—1897) — перша новозеландська ботанічна ілюстраторка.
- Едіт Клементс (англ. Edith Clements; 1874—1971) — американська вчена, ботанік, піонерка ботанічної екології, ботанічна ілюстраторка.
- Ліза Клоке[en] (фр. Lise Cloquet; 1788—1860) — французька ботанічна ілюстраторка.

## Л
- Ситна Летті (англ. Cythna Letty; 1895—1985) — південноафриканська жінка-ботанік, ботанічна ілюстраторка.

## М
- Марія Сибілла Меріан (англ. Maria Sybilla Merian; 1647—1717) — німецька ботанічна ілюстраторка.
- Маргарет Мі (англ. Margaret Ursula Mee; 1909—1988) — британська художниця, ботанічна ілюстраторка, спеціалізувалася на рослинах з бразильських тропічних лісів Амазонки.
- Гаррієт Морган (англ. Harriet Scott), у шлюбі — Морган (англ. Harriet Morgan, 1830—1907) — австралійська натуралістка, ентомологиня, одна з перших професійних жінок-ілюстраторок Австралії.
- Маргаретта Морріс (англ. Margaretta Morris; 1797—1867) — американська ентомологиня та ботанічна ілюстраторка.

## Н
- Маріанна Норт (англ. Marianne North; 1830—1890) — англійська вікторіанська біологиня, мандрівниця та художниця, відома своїми ботанічними ілюстраціями і пейзажами.

## O
- Аделаїда Орлеанська (фр. Eugène (ou Eugénie) Adélaïde Louise d’Orléans), відома як мадам Аделаїда (фр. madame Adélaïde), 1777—1847) — французька принцеса з Орлеанського дому, ботанічна ілюстраторка.

## П
- Ернестін Панкук (фр. Ernestine Panckoucke, уроджена Anne-Ernestine Désormeaux; 1784—1860) — французька художниця, ботанічна ілюстраторка.
- Енн Пратт (англ. Anne Pratt; 1806—1893) — британська ботанічна та орнітологічна ілюстраторка, письменниця.

## Р
- Сіґрід Рісслер (швед. Sigrid Alfhild Elisabeth Andersson Rissler; 1886—1918) — шведськ жінка-ботанік, художниця, ботанічна ілюстраторка.
- Елліс Ровен (англ. Ellis Rowan; 1848—1922) — відома австралійська художниця, ботанічна ілюстраторка[3].
- Стелла Росс-Крейг (англ. Stella Ross-Craig; 1906—2006) — британська жінка-ботанік та ботанічна ілюстраторка.
- Селія Россер (англ. Celia Rosser; нар. 1930) — австралійська ботанічна ілюстраторка, автор публікації The Banksias, тритомної серії монографій з ілюстраціями кожного виду Banksia.
- Сара Роудс[en] (англ. Sarah Rhodes; 1787—1862) — англійська ботанічна ілюстраторка.
- Арабелла Елізабет Рупелл (англ. Arabella Elizabeth Roupell; 1817—1914) — британська ботанічна ілюстраторка.

## С
- Вера Скарт-Джонсон[en] (англ. Vera Scarth-Johnson; 1912—1999) — австралійська жінка-ботанік, ботанічна ілюстраторка.
- Доротея Еліза Сміт[en] (англ. Dorothea Eliza Smith; 1804—1864) — ботанічна ілюстраторка, відома створенням зображень південноамериканських фруктів.
- Матильда Сміт (англ. Matilda Smith; 1854—1927) — британська жінка-ботанік, ботанічна ілюстраторка.
- Ліліан Снеллінг (англ. Lilian Snelling; 1879—1972) — британська жінка-ботанік, ботанічний та науковий ілюстратор, «можливо, найвизначніший британський ботанічний художник першої половини ХХ століття»[4].
- Елізабет Гелловелл Сондерс (англ. Elisabeth Hallowell Saunders; 1861—1910) — американська ботанічна ілюстраторка.
- Берта Стоунмен (англ. Bertha Stoneman; 1866—1943) — південно-африканська вчена, ботанік, ботанічна ілюстраторка.

## Т
- Еліс Танджеріні[en] (англ. Alice Tangerini; нар. 1949) — американська ботанічна ілюстраторка.
- Елізабет Твайнінг (англ. Elizabeth Twining; 1805—1889) — англійська художниця, письменниця та ботанічна ілюстраторка.
- Френсіс Елізабет Тріпп[en] (англ. Frances Elizabeth Tripp; 1832—1890) — британська жінка-бріолог, ботанічна ілюстраторка.

## Ф
- Маріанна Фаннін (англ. Marianne Fannin; 1845—1938) — ірландська ботанічна ілюстраторка.

## Ч
- Мері Егнес Чейз (англ. Mary Agnes Chase; 1869—1963) — американська жінка-ботанік, колекціонер рослин та науковий ілюстратор.